# Улипур
Улипур (бенг. উলিপুর, англ. Ulipur) — город на севере Бангладеш, административный центр одноимённого подокруга. Площадь города равна 15,78 км². По данным переписи 2001 года, в городе проживало 43 170 человек, из которых мужчины составляли 49,99 %, женщины — соответственно 50,01 %. Плотность населения равнялась 2736 чел. на 1 км². Уровень грамотности населения составлял 33,5 % (при среднем по Бангладеш показателе 43,1 %). 